# Adrapsa marmorea
Adrapsa marmorea är en fjärilsart som beskrevs av Swinhoe 1902. Adrapsa marmorea ingår i släktet Adrapsa och familjen nattflyn. Inga underarter finns listade i Catalogue of Life.